# Ращани (община Велес)
Вижте пояснителната страница за други значения на Ращани.
Ращани (на македонска литературна норма: Раштани) е село в община Велес на Северна Македония.

## География
Селото е разположено в равнината на десния бряг на Вардар в долината на река Тополка в подножието на рида на Голешница Грохот. Отдалечено е на 9 км от административния град Велес. Землището му е с големина от 12,1 км2, като преобладават пасищата, които са 660 ха. Обработваемите земи са 487 ха. Църквата „Света Троица“ в селото е дело на Андон Китанов.

## История
В местността Кория, югозападно от Ращани, се намират останки от селице, за което се смята, че има четири фази на обитаване: богат пеонски град; антична македонска крепост от времето на  Филип V и Персей, завладяна от римската републиканска войска; късноримски период (4 век) и средновековен период.
В „Етнография на вилаетите Адрианопол, Монастир и Салоника“, издадена в Константинопол в 1878 година и отразяваща статистиката на населението от 1873 година, Бащани е посочено като село с 20 домакинства със 74 жители българи.
Според статистиката на Васил Кънчов („Македония. Етнография и статистика“) от 1900 година Ращани е чисто българско село с 260 жители българи християни.
В началото на XX век цялото село е под върховенството на Българската екзархия. По данни на секретаря на екзархията Димитър Мишев („La Macédoine et sa Population Chrétienne“) в 1905 година в Ращане има 152 българи екзархисти.
При избухването на Балканската война в 1912 година един човек от Ращани е доброволец в Македоно-одринското опълчение.
След Междусъюзническата война в 1913 година селото остава в Сърбия.
По време на българското управление на Вардарска Македония през Първата световна война Ращани е част от Банишка община във Велешка околия на Скопски окръг и има 175 жители.
На етническата си карта от 1927 година Леонард Шулце Йена показва Ращани (Raštani) като българско християнско село.
По време на българското управление във Вардарска Македония в годините на Втората световна война, Кирил Г. Шенков от Прилеп е български кмет на Ращани от 22 септември 1941 година до 23 май 1942 година. След това кметове са Анастас Ст. Баджуков от Ново село, Струмишко, (23 май 1942 - 13 август 1943) и Владимир Т. Чочков от Дебър (13 август 1943 - 9 септември 1944).
Според преброяването от 2002 година в селото живеят 286 души, всички македонци. В селото има начално училище.

## Личности
Родени в Ращани
- Петър Алчев (1880 – 1956), югославски социалистически деец